# Merckelbach

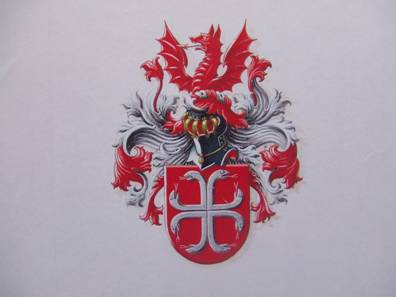
Wapen Familie Merckelbach (Wittem)

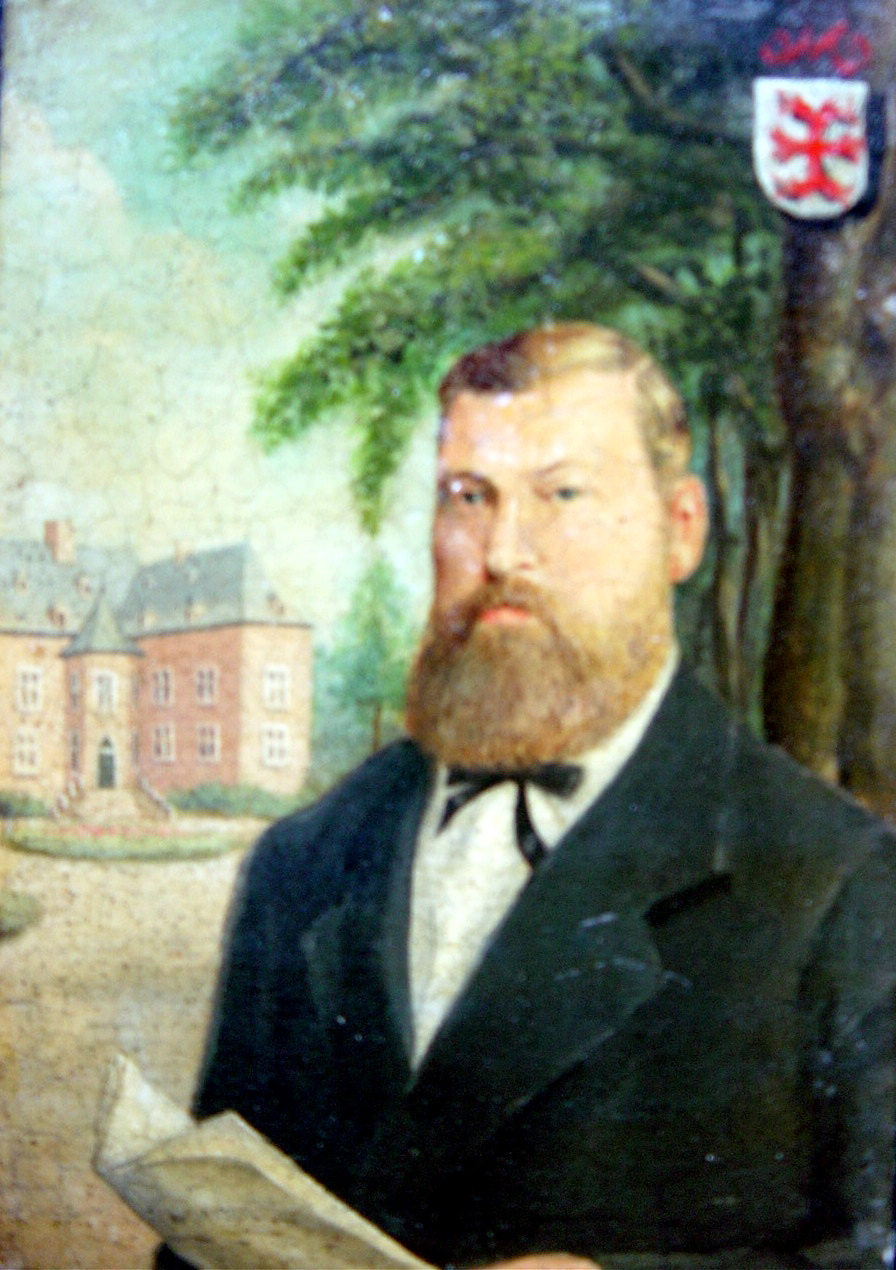
Johannes Mathias Merckelbach (1831-1895) met op de achtergrond Kasteel Wittem

Merckelbach is een Zuid-Limburgs geslacht, waarvan diverse leden grootgrondbezitters, juristen en bestuurders waren.
Stamvader van het Nederlandse geslacht Merckelbach is Carcyllys von Merckelbach, leenman in de heerlijkheid Heiden in het hertogdom Gulik.  Diens kleinzoon Steven Merckelbach vestigde zich omstreeks 1615 in Epen. Hij was onder meer "schout Land van Wittem, schout heerlijkheid Eys, stadhouder en leenman leenhof Eys, schout bank van Einrade, secretaris hoofdbank van Mechelen en bank van Epen en griffier leenhof van Wittem".
Tot in de 20e eeuw zouden leden van dit geslacht in Wittem en omstreken bestuurlijke functies vervullen.

## Telgen
- Simon Merckelbach (1751-1815), paardenposthouder, leenman, secretaris, maire en burgemeester van Wittem, plaatsvervangend-vrederechter kanton Gulpen en eigenaar kasteel Wittem
  - Jan Adolf Merckelbach (1786-1814), adjudant-onderofficier Corps Royal d'artillerie de marine
  - Johannes Mathias Merckelbach (1792-1838)
    - Johannes Mathias Hubertus Merckelbach (1831-1895), burgemeester van Wittem, lid Gedeputeerde Staten van Limburg, voorzitter Maatschappij van Landbouw
      - Joseph Mathias Maria Hubertus Merckelbach (1861-1926), notaris te Maastricht, plaatsvervangend-kantonrechter te Gulpen en lid Tweede Kamer der Staten Generaal
        - Willem Joseph Hubert Maria Merckelbach (1904-1975), advocaat en procureur, burgemeester van Wittem
          - Josephus Petrus Maria Hubertus Merckelbach (1935-2017), raadadviseur Ministerie van Algemene Zaken

      - Hubert Joseph Louis Merckelbach (1864-1936), plaatsvervangend-kantonrechter en lid Gedeputeerde Staten van Limburg
        - Joseph Hubert Maria Merckelbach (1890-1958), koopman in tabak
          - Ludwig Joseph Merckelbach
            - Armin Josef Ludwig Merckelbach (1953), moleculair bioloog Universiteit van Heidelberg

          - Ernst Wilhelm Merckelbach (1929-2011)
            - Harald Lodewijk Gerard Joseph Merckelbach (1959-), hoogleraar psychologie Universiteit Maastricht

        - Emilius Antonius Hubertus Maria Merckelbach (1898-1944), lid Provinciale Staten van Limburg en verzetsstrijder

      - Mathijs Albert Leonhard Merckelbach (1869-1913), priester, leraar klassieke talen te Rolduc

  - Jan Joseph Dionysius Hubertus Merckelbach (1799-1890), grondbezitter, molenaar en koopman